# Muntadhar al-Zaidi
Muntadhar al-Zaidi (Árabe: منتظر الزيدي‎) (Bagdá, 15 de janeiro de 1979) é um jornalista televisivo iraquiano que trabalha como correspondente da emissora iraquiana Al-Baghdadia, cuja sede fica no Egito, em seu país. As reportagens de al-Zaidi geralmente falam sobre o drama das famílias de mortos na Guerra do Iraque. No dia 16 de novembro de 2007, al-Zaidi foi sequestrado em Bagdá por agressores desconhecidos. Antes disso, já havia sido preso duas vezes por soldados estadunidenses. Em 14 de dezembro de 2008, al-Zaidi tornou-se mundialmente conhecido ao jogar seus dois sapatos em direção ao presidente estadunidense George W. Bush durante uma conferência de imprensa em Bagdá.

## Biografia
Muntadhar al-Zaidi foi criado em Sadr, um subúrbio pobre de Bagdá. Ele se formou em comunicação social na Universidade de Bagdá, a segunda maior do mundo árabe. Começou a trabalhar como correspondente na Al-Baghdadia em 2005. Al-Zaidi mora em um apartamento de dois quartos no centro de Bagdá. Na altura do episódio com George W. Bush em 2008, ele tinha 29 anos, seguia a fé xiita e não era casado. De acordo com a emissora qatarense Al Jazeera, ele é comunista.

## Sequestro e prisões
Na manhã de sexta-feira, 16 de novembro de 2007, al-Zaidi foi sequestrado enquanto trilhava seu caminho rumo ao trabalho no centro de Bagdá. Homens armados fizeram-no entrar em um carro, onde foi espancado até ficar inconsciente. Os agressores utilizaram a gravata que al-Zaidi estava vestindo para tampar seus olhos e amarraram suas mãos com cadarços. Ele foi mantido em cativeiro com pouca comida e água e foi questionado sobre seu trabalho como jornalista. Nenhum pedido de resgate foi feito e ele foi solto quase três dias depois, na madrugada de 19 de novembro de 2007. O relatório de dezembro de 2007 do Alto Comissariado das Nações Unidas para os Refugiados mencionou o caso de al-Zaidi. Um editor da Al-Baghdadia afirmou que acredita que o sequestro foi um "ato de gangues, porque o trabalho de Muntadhar é moderado e livre de preconceitos".
Al-Zaidi foi preso duas vezes por soldados estadunidenses. Em janeiro de 2008, foi detido à noite por tropas estadunidenses que realizavam uma busca em seu apartamento. Mais tarde, os soldados se desculparam.

## Incidente da sapatada

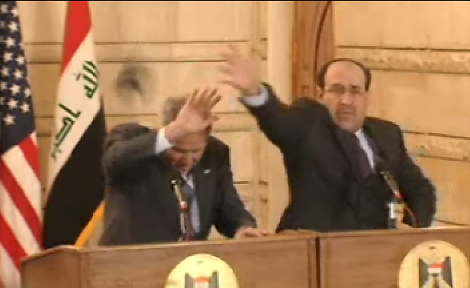
Zaidi jogou os dois sapatos em Bush, enquanto gritava "este é o seu beijo de despedida do povo iraquiano, seu cachorro! Isto é pelas viúvas e órfãos e todos os mortos no Iraque" em árabe.

Durante uma conferência de imprensa no palácio do primeiro-ministro Nouri al-Maliki em Bagdá, no dia 14 de dezembro de 2008, al-Zaidi jogou seus dois sapatos em direção ao presidente estadunidense George W. Bush. Jogar os sapatos em alguém é um ato de extremo desrespeito nas culturas árabe e islâmica. Enquanto jogava os sapatos, al-Zaidi gritou "este é o seu beijo de despedida do povo iraquiano, seu cachorro" em árabe. "Isto é pelas viúvas e órfãos e todos os mortos no Iraque", gritou enquanto jogava o outro sapato. Bush desviou duas vezes, e conseguiu evitar ser atingido por uma sapatada. Al-Zaidi foi empurrado para o chão por um outro jornalista antes de ser agarrado pelos guardas do primeiro-ministro e retirado da sala. No meio da confusão, a assessora da Casa Branca Dana Perino foi atingida por um microfone e ficou com o olho visivelmente roxo. Al-Zaidi foi entregue pela guarda do primeiro-ministro ao comando militar iraquiano em Bagdá, que o entregou ao sistema judiciário.
Os outros jornalistas presentes se desculparam pelo ocorrido com Bush, que aceitou as desculpas. Bush afirmou que al-Zaidi havia feito aquilo para "chamar atenção". Perino disse que "um homem atirando seus sapatos não representa o povo iraquiano como todo". Apesar disso, milhares de pessoas saíram as ruas para pedir que ele fosse solto.
Se condenado ao crime de insultar um líder estrangeiro e o primeiro-ministro, al-Zaidi pode ser condenado a até dois anos de prisão e a pagar uma pequena multa. É improvável que ele seja condenado à pena máxima, devido ao status de celebridade que adquiriu no Oriente Médio após o incidente. Khalil al-Duleimi, um dos advogados de defesa de Saddam Hussein, ofereceu representar al-Zaidei, mas este recusou. Dheyaa al-Saadi, chefe da união dos advogados do Iraque, acabou sendo escolhido para defender al-Zaidi. No dia 17 de dezembro, al-Zaidi apareceu perante um júri, negando rumores de que teriam desaparecido com ele.

### Acusação de espancamento
De acordo com uma testemunha, al-Zaidi foi "brutalmente espancado" pelos seguranças do primeiro-ministro após ter sido levado para fora da sala onde acontecia a conferência. Enquanto al-Zaidi gritiva, Bush dizia "é isso o que fazem as pessoas em uma sociedade livre, chamam atenção para si mesmas". De acordo com o jornal francês Le Figaro, uma grande trilha de sangue podia ser vista no tapete. A emissora Afaq TV noticiou que os seguranças teriam chutado e espancado al-Zaidi. A família do jornalista disse ter recebido muitos telefonemas intimidadores.
Al-Zaidi foi levado em custódia pelo Serviço Secreto dos Estados Unidos e pela polícia iraquiana. Testaram-no para álcool e drogas e seus sapatos foram confiscados como prova do "crime". Al-Zaidi foi interrogado para assegurar que ninguém o pagou para jogar os sapatos em Bush. De acordo com uma entrevista do irmão de al-Zaidi, Durgham al-Zaidi, a BBC, o jornalista teve uma mão e as costelas quebradas, uma hemorragia interna e uma lesão no olho. Durgham al-Zaidi afirmou a Al Jazeera que o irmão foi torturado. De acordo com a Al-Baghdadia, al-Zaidi foi "seriamente ferido" durante sua prisão. Entretanto, de acordo com outro irmão do jornalista, Maitham al-Zaidi, Muntadhar lhe disse ao telefone que estava bem de saúde.

## Incidente em Paris
Em 1 de dezembro de 2009, Muntadhar al-Zaidi foi vítima de incidente igual ao por ele provocado. Ao dar entrevista sobre a condição de trabalho de jornalistas no Iraque, foi surpreendido pelo arremesso de um sapato contra sua pessoa. O atirador do sapato foi ninguém menos que outro jornalista iraquiano, este exilado na França, que saiu sorrindo e dizendo palavras de apoio à ocupação americana no Iraque.